# Louis Heymans
Louis Heymans (Utrecht, 27 juli 1890 - Spaubeek, 23 februari 1977), geboortenaam Laurentius Heijmans, was een Nederlands beeldend kunstenaar en tekenleraar. Hij was een belangrijke promotor van beeldende kunst in Zeeland.

## Biografie
Heymans studeerde aan de Koninklijke Academie voor Beeldende Kunst in Den Haag.  In 1913 verhuisde hij naar Vlissingen voor een baan als tekenleraar. In 1916 trouwde hij met Wilhelmina Scheffers. Heymans werd in 1921 tekenleraar aan de Rijkskweekschool in Middelburg en in 1922 aan het Stedelijk Gymnasium; hij hield beide posities tot aan zijn pensionering in 1955. In 1927 werd hij lid van de Nederlandse Vereniging voor Tekenonderwijs.

## Oeuvre
Heymans beoefende veel verschillende genres en gebruikte allerlei soorten materialen. Zijn oeuvre omvat onder andere tekeningen, etsen, aquarellen en schilderijen. Hij maakte onder andere landschappen, stadsgezichten, stillevens en abstracte kunst. In het stadhuis van Middelburg waren een 20-tal schetsen van Heymans tentoongesteld met stadsgezichten van voor de brand van 1940. Heymans doneerde zijn werk aan het Zeeuws Museum.

## Kunstpromotor
Als tekenleraar heeft Heymans gedurende 42 jaar gewerkt aan de vorming op het gebied van beeldende kunst van scholieren en onderwijzers in Middelburg en Vlissingen. Daarnaast was hij zeer actief betrokken bij vele initiatieven om met name beeldende kunst in Zeeland te promoten.
Heymans was betrokken bij de oprichting van de Kunstkring het Zuiden. Ook was hij in 1955 een van de oprichters van de Zeeuwse Kunstenaarskring, voorloper van de Zeeuwse Kunstkring. In 1960 gaf een donatie van tweeduizend gulden van Heymans de eerste aanzet tot de vorming van het Zeeuwse Museumfonds voor de Stichting Zeeuws Museum. Ter gelegenheid van zijn individuele expositie in De Vleeshal in 1965 werd hij door de commissaris van de Koningin, Jan van Aartsen, geroemd om zijn zeer belangrijke bijdragen aan de kunst in Zeeland.

## Exposities
- Kunsthandel De Poort, Den Haag, 1936: Zeeuwse Landschappen[10]
- Vleeshal, Middelburg, 1965: Overzichtstentoonstelling Louis Heymans
- Zeeuws Museum, Middelburg, 1977: Zeeland in de etsen van Louis Heymans
- Schotse Huizen, Veere, 2010: Voortdurend onderweg. Oeuvre-overzichtstentoonstelling Louis Heymans

- Biografisch Portaal: 33352355
- RKD-Nederlands Instituut voor Kunstgeschiedenis: 37053

Leden: Miems van Citters · Leen van Duivendijk · Adri Geelhoed

Oud-leden: Ad Braat · Han van den Broeke · An Goedbloed · Sárika Góth · Jan Haas · Louis Heymans · Wim Hofman · Peter de Jong · Han ter Keurs · Reimond Kimpe · Liesbeth Messer-Heijbroek · Guido Metsers · Dick Pieters · Wim Riemens · Chris van Schagen · Kees van de Wetering